# Jonas Wind
Pour les articles homonymes, voir Wind.
Pour le nom de famille, voir Wind  (patronyme).
Jonas Wind, né le 7 février 1999 à Hvidovre au Danemark, est un footballeur international danois qui évolue au poste d'avant-centre au VfL Wolfsburg.

## Biographie

### FC Copenhague
Né à Hvidovre au Danemark, Jonas Wind est formé au FC Copenhague, club avec lequel il découvre le monde professionnel en championnat le 28 février 2018, contre Hobro IK. Il entre en jeu dans les dernières minutes du jeu à la place de Viktor Fischer et Copenhague gagne 0-2. Il inscrit son premier but le 18 avril 2018 contre l'Aalborg BK en ouvrant le score en début de match. La rencontre se termine avec une victoire de Copenhague sur le score de 2-1.
Il fait ses débuts en coupe d'Europe lors du match de Ligue Europa 2017-2018 face à l'Atletico Madrid le 22 février 2018. Match perdu 1-0 par Copenhague. Le 27 avril 2018 il reçoit le prix du meilleur jeune du club.
Il remporte son premier titre en étant sacré Champion du Danemark en 2018-2019.
Le 23 juillet 2019, Jonas Wind joue son premier match de Ligue des champions lors d'une rencontre qualificative face à The New Saints. Copenhague s'impose ce jour-là sur le score de deux buts à zéro. Il inscrit son premier but dans la compétition le 6 août suivant contre l'Étoile rouge de Belgrade. Son but permet à son équipe d'obtenir le point du match nul. Il marque ce but sur un penalty sous forme de panenka au Stade de l'Étoile rouge comme Antonín Panenka l'avait fait la première fois en 1976. Wind se blesse toutefois gravement au genou à la fin du mois d'août et son absence des terrains est estimée entre sept et neuf mois. Une blessure qui tombe mal pour le FCK, déjà privé sur blessure d'un autre attaquant, Dame N'Doye.
Il termine la saison 2020-2021 avec un total de 15 réalisations, ce qui fait de lui le deuxième meilleur buteur du championnat (ex aequo avec Patrick Mortensen) et derrière le meilleur buteur, Mikael Uhre (19 buts).
Bien qu'ayant quitté le club lors du mercato d'hiver, Wind est sacré champion du Danemark pour la deuxième fois avec sa participation à la saison 2021-2022.

### VfL Wolfsburg
Le 31 janvier 2022, dernier jour du mercato hivernal, Jonas Wind s'engage en faveur du VfL Wolfsburg pour un contrat courant jusqu'en juin 2026,. 
Le 22 avril 2022, Wind réalise son premier doublé avec Wolfsburg, lors d'une rencontre de championnat contre le 1. FSV Mayence 05. Titulaire ce jour-là, il contribue avec ses deux buts à la victoire de son équipe par cinq buts à zéro,. Il est nommé pour le prix du Rookie de la saison 2021-2022 en Bundesliga.
Wind entame la saison 2022-2023 en entrant en jeu à la place de Josip Brekalo lors de la première journée, le 6 août 2022 contre le Werder Brême. Les deux équipes se séparent sur un match nul ce jour-là (2-2 score final). Il se blesse toutefois quelques jours plus tard à l'entraînement. Touché à la cuisse, il est absent pour plusieurs semaines. Le jeune attaquant danois fait son retour à l'entraînement début octobre 2022.
Lors de la saison 2023-2024, Wind s'illustre dès la première journée, le 19 août 2023 contre le promu 1. FC Heidenheim 1846, en marquant deux buts, permettant à son équipe de l'emporter (2-0 score final). Il réalise pareille performance lors de la journée suivante, le 26 août, contre le 1. FC Cologne (1-2 pour Wolfsburg). Le 30 septembre 2023, Wind est de nouveau auteur d'un doublé pour Wolfsburg en championnat, contre l'Eintracht Francfort et permet ainsi à son équipe de l'emporter par deux buts à zéro.

### En sélection
Il est appelé à plusieurs reprises avec les différentes équipes de jeunes du Danemark.
Avec les moins de 17 ans, il participe au championnat d'Europe des moins de 17 ans en 2016. Lors de cette compétition, il joue trois matchs, contre la France, la Suède et l'Angleterre.
Avec les moins de 19 ans, il est l'auteur de plusieurs buts, notamment un doublé contre la Croatie en novembre 2017, lors des éliminatoires du championnat d'Europe des moins de 19 ans.
Le 20 mars 2019, il fête sa première sélection avec l'équipe du Danemark espoirs face à la Belgique. Rencontre durant laquelle il marque aussi son premier but et participe donc à la victoire de son équipe (3-2).
Jonas Wind est appelé pour la première fois avec l'équipe nationale du Danemark en septembre 2020, pour les matchs du mois d'octobre. Il honore sa première sélection le 7 octobre 2020, face aux Îles Féroé. Il entre en jeu ce jour-là à la place de Christian Eriksen et son équipe s'impose largement par quatre buts à zéro. Wind inscrit son premier but en sélection le 11 novembre 2020, lors d'un match amical face à la Suède. Entré en jeu à la mi-temps à la place de Kasper Dolberg, il ouvre le score sur une passe décisive de Joakim Mæhle et son équipe s'impose finalement par deux buts à zéro.
En mai 2021, Wind est convoqué par Kasper Hjulmand, le sélectionneur de l'équipe nationale du Danemark, dans la liste des 26 joueurs danois retenus pour participer à l'Euro 2020,.
Le 7 novembre 2022, il est sélectionné par Kasper Hjulmand pour participer à la Coupe du monde 2022.
Le 30 mai 2024, Wind figure dans la liste des 26 joueurs danois retenus par Kasper Hjulmand pour participer à l'Euro 2024,.

## Vie personnelle
Jonas Wind est le fils d'un ancien joueur de football, Per Wind (en), qui jouait au poste de gardien de but.

## Statistiques
| Saison                | Club                  | Championnat           | Championnat | Championnat | Coupe(s) nationale(s) | Coupe(s) nationale(s) | Compétition(s) continentale(s) | Compétition(s) continentale(s) | Compétition(s) continentale(s) | Total | Total |
| Saison                | Club                  | Division              | M.          | B.          | M.                    | B.                    | Comp.                          | M.                             | B.                             | M.    | B.    |
| 2017-2018             | FC Copenhague         | Superligaen           | 10          | 2           | -                     | -                     | C3                             | 1                              | 0                              | 11    | 2     |
| 2018-2019             | FC Copenhague         | Superligaen           | 21          | 6           | 1                     | 0                     | C3                             | 2                              | 0                              | 24    | 6     |
| 2019-2020             | FC Copenhague         | Superligaen           | 13          | 7           | -                     | -                     | C1+C3                          | 4+2                            | 1+2                            | 19    | 10    |
| 2020-2021             | FC Copenhague         | Superligaen           | 28          | 15          | 1                     | 0                     | C3                             | 3                              | 2                              | 32    | 17    |
| 2021-2022             | FC Copenhague         | Superligaen           | 16          | 6           | 1                     | 0                     | C4                             | 10                             | 5                              | 27    | 11    |
| Sous-total            | Sous-total            | Sous-total            | 88          | 36          | 3                     | 0                     | -                              | 22                             | 10                             | 113   | 46    |
| 2021-2022             | VfL Wolfsburg         | Bundesliga            | 14          | 5           | -                     | -                     | C1                             | -                              | -                              | 14    | 5     |
| 2022-2023             | VfL Wolfsburg         | Bundesliga            | 24          | 6           | 2                     | 0                     | -                              | -                              | -                              | 26    | 6     |
| 2023-2024             | VfL Wolfsburg         | Bundesliga            | 34          | 11          | 3                     | 1                     | -                              | -                              | -                              | 37    | 12    |
| 2024-2025             | VfL Wolfsburg         | Bundesliga            | 31          | 9           | 4                     | 2                     | -                              | -                              | -                              | 35    | 11    |
| Sous-total            | Sous-total            | Sous-total            | 103         | 31          | 9                     | 3                     | -                              | 0                              | 0                              | 112   | 34    |
| Total sur la carrière | Total sur la carrière | Total sur la carrière | 191         | 66          | 12                    | 3                     | -                              | 22                             | 10                             | 225   | 79    |

### Buts internationaux
| 0 | Date             | Lieu                                 | Adversaire      | Score | Résultats | Compétitions                      |
| - | ---------------- | ------------------------------------ | --------------- | ----- | --------- | --------------------------------- |
| 1 | 11 novembre 2020 | Brøndby Stadion, Brøndby, Danemark   | Suède           | 1-0   | 2 - 0     | Match amical                      |
| 2 | 18 novembre 2020 | Stade Den Dreef, Louvain, Belgique   | Belgique        | 1-1   | 4 - 2     | Ligue des nations 2020-2021       |
| 3 | 25 mars 2021     | Stade Bloomfield, Tel Aviv, Israël   | Israël          | 0-2   | 0 - 2     | Éliminatoires Coupe du monde 2022 |
| 4 | 4 septembre 2021 | Tórsvøllur, Tórshavn, Îles Féroé     | Îles Féroé      | 0-1   | 0 - 1     | Éliminatoires Coupe du monde 2022 |
| 5 | 13 juin 2022     | Parken Stadium, Copenhague, Danemark | Autriche        | 1-0   | 2 - 0     | Ligue des nations 2022-2023       |
| 6 | 16 juin 2023     | Parken Stadium, Copenhague, Danemark | Irlande du Nord | 1-0   | 1 - 0     | Éliminatoires Euro 2024           |
| 7 | 7 septembre 2023 | Parken Stadium, Copenhague, Danemark | Saint-Marin     | 3-0   | 4 - 0     | Éliminatoires Euro 2024           |
| 8 | 14 octobre 2023  | Parken Stadium, Copenhague, Danemark | Kazakhstan      | 1-0   | 3 - 1     | Éliminatoires Euro 2024           |

### Liste des matchs internationaux
| Matchs internationaux de Jonas Wind | Matchs internationaux de Jonas Wind | Matchs internationaux de Jonas Wind            | Matchs internationaux de Jonas Wind | Matchs internationaux de Jonas Wind | Matchs internationaux de Jonas Wind | Matchs internationaux de Jonas Wind                                      |
|                                     | Date                                | Lieu                                           | Adversaire                          | Résultat                            | Compétition                         | Notes                                                                    |
| ----------------------------------- | ----------------------------------- | ---------------------------------------------- | ----------------------------------- | ----------------------------------- | ----------------------------------- | ------------------------------------------------------------------------ |
| 1.                                  | 7 octobre 2020                      | MCH Arena, Herning, Danemark                   | Îles Féroé                          | 4 - 0                               | Match amical                        | Entre en jeu à la place de Christian Eriksen à la 72e minute de jeu.     |
| 2.                                  | 11 novembre 2020                    | Brøndby Stadion, Brøndby, Danemark             | Suède                               | 2 - 0                               | Match amical                        | Entre en jeu à la place de Kasper Dolberg à la mi-temps.                 |
| 3.                                  | 15 novembre 2020                    | Parken Stadium, Copenhague, Danemark           | Islande                             | 2 - 1                               | Ligue des nations 2020-2021         | Entre en jeu à la place de Jannik Vestergaard à la 90e minute de jeu.    |
| 4.                                  | 18 novembre 2020                    | Stade Den Dreef, Louvain, Belgique             | Belgique                            | 4 - 2                               | Ligue des nations 2020-2021         | Titulaire, remplacé à la 88e minute de jeu par Pione Sisto.              |
| 5.                                  | 25 mars 2021                        | Stade Bloomfield, Tel Aviv, Israël             | Israël                              | 0 - 2                               | Éliminatoires Coupe du monde 2022   | Titulaire, remplacé à la 77e minute de jeu par Joachim Andersen.         |
| 6.                                  | 31 mars 2021                        | Stade Ernst-Happel, Vienne, Autriche           | Autriche                            | 0 - 4                               | Éliminatoires Coupe du monde 2022   | Titulaire, remplacé à la 65e minute de jeu par Joachim Andersen.         |
| 7.                                  | 6 juin 2021                         | Brøndby Stadion, Brøndby, Danemark             | Bosnie-Herzégovine                  | 2 - 0                               | Match amical                        | Entre en jeu à la place de Kasper Dolberg à la mi-temps.                 |
| 8.                                  | 12 juin 2021                        | Parken Stadium, Copenhague, Danemark           | Finlande                            | 0 - 1                               | Euro 2020                           | Titulaire, remplacé à la 63e minute de jeu par Andreas Skov Olsen.       |
| 9.                                  | 7 juillet 2021                      | Stade de Wembley, Londres, Angleterre          | Angleterre                          | 2 - 1                               | Euro 2020                           | Entre en jeu à la place de Jannik Vestergaard à la 105e minute de jeu.   |
| 10.                                 | 1er septembre 2021                  | Parken Stadium, Copenhague, Danemark           | Écosse                              | 2 - 0                               | Éliminatoires Coupe du monde 2022   | Entre en jeu à la place de Yussuf Poulsen à la 68e minute de jeu.        |
| 11.                                 | 4 septembre 2021                    | Tórsvøllur, Tórshavn, Îles Féroé               | Îles Féroé                          | 0 - 1                               | Éliminatoires Coupe du monde 2022   | Titulaire.                                                               |
| 12.                                 | 7 septembre 2021                    | Parken Stadium, Copenhague, Danemark           | Israël                              | 5 - 0                               | Éliminatoires Coupe du monde 2022   | Entre en jeu à la place de Mikkel Damsgaard à la 83e minute de jeu.      |
| 13.                                 | 26 mars 2022                        | Johan Cruyff Arena, Amsterdam, Pays-Bas        | Pays-Bas                            | 4 - 2                               | Match amical                        | Titulaire, remplacé à la 58e minute de jeu par Kasper Dolberg.           |
| 14.                                 | 10 juin 2022                        | Parken Stadium, Copenhague, Danemark           | Croatie                             | 0 - 1                               | Ligue des nations 2022-2023         | Entre en jeu à la place de Andreas Cornelius à la 61e minute de jeu.     |
| 15.                                 | 13 juin 2022                        | Parken Stadium, Copenhague, Danemark           | Autriche                            | 2 - 0                               | Ligue des nations 2022-2023         | Titulaire.                                                               |
| 16.                                 | 23 mars 2023                        | Parken Stadium, Copenhague, Danemark           | Finlande                            | 3 - 1                               | Éliminatoires Euro 2024             | Entre à la 77e minute de jeu à la place de Martin Braithwaite.           |
| 17.                                 | 26 mars 2023                        | Astana Arena, Astana, Kazakhstan               | Kazakhstan                          | 3 - 2                               | Éliminatoires Euro 2024             | Titulaire, remplacé à la 87e minute de jeu par Martin Braithwaite.       |
| 18.                                 | 16 juin 2023                        | Parken Stadium, Copenhague, Danemark           | Irlande du Nord                     | 1 - 0                               | Éliminatoires Euro 2024             | Titulaire, remplacé à la 80e minute de jeu par Rasmus Nissen Kristensen. |
| 19.                                 | 19 juin 2023                        | Stadion Stožice, Ljubljana, Slovénie           | Slovénie                            | 1 - 1                               | Éliminatoires Euro 2024             | Titulaire, remplacé à la 59e minute de jeu par Mikkel Damsgaard.         |
| 20.                                 | 7 septembre 2023                    | Parken Stadium, Copenhague, Danemark           | Saint-Marin                         | 4 - 0                               | Éliminatoires Euro 2024             | Titulaire, remplacé à la 82e minute de jeu par Yussuf Poulsen.           |
| 21.                                 | 10 septembre 2023                   | Stade olympique d'Helsinki, Helsinki, Finlande | Finlande                            | 0 - 1                               | Éliminatoires Euro 2024             | Titulaire, remplacé à la 67e minute de jeu par Yussuf Poulsen.           |
| 22.                                 | 14 octobre 2023                     | Parken Stadium, Copenhague, Danemark           | Kazakhstan                          | 3 - 1                               | Éliminatoires Euro 2024             | Titulaire, remplacé à la 83e minute de jeu par Christian Nørgaard.       |
| 23.                                 | 17 octobre 2023                     | Stade de Saint-Marin, Serravalle, Saint-Marin  | Saint-Marin                         | 1 - 2                               | Éliminatoires Euro 2024             | Entre à la 62e minute de jeu à la place de Mohamed Daramy.               |
| 24.                                 | 17 novembre 2023                    | Parken Stadium, Copenhague, Danemark           | Slovénie                            | 2 - 1                               | Éliminatoires Euro 2024             | Titulaire, remplacé à la 86e minute de jeu par Kasper Dolberg.           |
| 25.                                 | 20 novembre 2023                    | Windsor Park, Belfast, Irlande du Nord         | Irlande du Nord                     | 2 - 0                               | Éliminatoires Euro 2024             | Entre à la 73e minute de jeu à la place de Morten Hjulmand.              |
| 26.                                 | 23 mars 2024                        | Parken Stadium, Copenhague, Danemark           | Suisse                              | 0 - 0                               | Match amical                        | Entre à la 59e minute de jeu à la place de Yussuf Poulsen.               |
| 27.                                 | 5 juin 2024                         | Parken Stadium, Copenhague, Danemark           | Suède                               | 2 - 1                               | Match amical                        | Titulaire, remplacé à la 86e minute de jeu par Kasper Dolberg.           |

## Palmarès
FC Copenhague
- Championnat du Danemark (2) :
  - Champion : 2018-2019 et 2021-2022.